# Közlekedési kultúra
A közlekedési kultúra az emberiség kultúrájának közlekedéssel összefüggő része. Szűkebb értelemben a közlekedési kultúra a biztonságot előtérbe helyező, udvarias, partnerségre törekvő, környezettudatos, toleráns közlekedési magatartásformák, viselkedési minták és attitűdök összessége. Tágabb értelemben pedig a közlekedési építmények (utak, vasutak, hidak, buszpályaudvarok, vasútállomások, kikötők, repülőterek), a közlekedési járművek, folyamatok és jelzésrendszerek műszaki, technikai vívmányait és kulturális értékeit is magába foglalja.
A közlekedési kultúra részének tekinthető továbbá a közlekedés különböző művészeti ágakban (közlekedésről szóló filmek, könyvek, rajzok, festmények stb.) való megjelenítése és a közlekedési kutatások is.

## További információ
Hivatalos honlap
A Közlekedési Kultúra Napja